# 内田強
内田 強（うちだ つよし、1961年5月27日 - ）は、鹿児島県曽於郡大崎町出身の元プロ野球選手（捕手）。

## 来歴・人物
中学時代にエースとして南九州大会で優勝。東海大相模高では、捕手として1978年秋季関東大会県予選準決勝に進むが、武相高に延長14回敗退。
高校卒業後は東海大学へ進学。首都大学野球リーグでは在学中に5回優勝。1982年春季リーグからレギュラーとなり、同季の首位打者を獲得。末木久（プリンスホテル）、高野光らとバッテリーを組み、1982年の明治神宮野球大会は決勝でエース川原新治を擁する大阪商大を破り優勝。1983年の同大会でも決勝で駒大の河野博文から9回に決勝点を奪い連覇を飾る。1983年日米大学野球選手権大会日本代表。リーグ通算45試合出場、156打数58安打、2本塁打、31打点、ベストナイン4回獲得。
大学卒業後は社会人野球の日立製作所に入社。1984年の都市対抗野球では佐藤秀明とバッテリーを組み、2回戦に進むが熊谷組に敗退。翌1985年の都市対抗野球にも連続出場。NTT東海との1回戦では本塁打を放つが、2回戦で新日本製鐵室蘭に惜敗。
1985年のプロ野球ドラフト会議で中日ドラゴンズから3位指名を受け入団。
中尾孝義の控え捕手として1年目の1986年から一軍起用された。
1987年3月に岩本好広との交換トレードで阪急ブレーブスに移籍。正捕手の藤田浩雅が不振だったこともあり、同年は5月から47試合に先発マスクを被る。1試合5安打を記録したこともあった。
1988年4月19日の対南海戦（大阪球場）にてパ・リーグ史上2人目（当時）となるサヨナラ捕逸を記録した（南海が開幕7連敗後の初勝利）。
中嶋聡が台頭したこともあって出番が減った1988年オフに、家庭の事情で九州への単身赴任を回避したかった門田博光との交換トレードで白井孝幸・原田賢治らと共に福岡ダイエーホークスに移籍。吉田博之からレギュラーを奪い、1989年および1990年は正捕手として活躍した。その後は吉永幸一郎の台頭もあって出番が減る。
1993年に現役引退。
引退後は1994年～2000年にかけて千葉ロッテマリーンズ二軍、2006～12年にかけて読売ジャイアンツでブルペン捕手。2016年までジャイアンツ寮の寮長を務め、2017年からはジャイアンツアカデミー講師に就任し2018年まで務めた。
2019年、巨人のスカウトに就任し、菊田拡和、井上温大、山﨑伊織を担当した。2022年オフ退団。

## 詳細情報

### 年度別打撃成績
| 年 度     | 球 団     | 試 合 | 打 席 | 打 数 | 得 点 | 安 打 | 二 塁 打 | 三 塁 打 | 本 塁 打 | 塁 打 | 打 点 | 盗 塁 | 盗 塁 死 | 犠 打 | 犠 飛 | 四 球 | 敬 遠 | 死 球 | 三 振 | 併 殺 打 | 打 率 | 出 塁 率 | 長 打 率 | O P S |
| --------- | --------- | ----- | ----- | ----- | ----- | ----- | -------- | -------- | -------- | ----- | ----- | ----- | -------- | ----- | ----- | ----- | ----- | ----- | ----- | -------- | ----- | -------- | -------- | ----- |
| 1986      | 中日      | 34    | 53    | 47    | 2     | 11    | 0        | 0        | 1        | 14    | 1     | 0     | 0        | 1     | 0     | 5     | 2     | 0     | 5     | 0        | .234  | .304     | .298     | .602  |
| 1987      | 阪急      | 75    | 163   | 147   | 13    | 40    | 8        | 1        | 1        | 53    | 11    | 0     | 2        | 9     | 1     | 5     | 0     | 1     | 22    | 1        | .272  | .299     | .361     | .659  |
| 1988      | 阪急      | 39    | 66    | 62    | 2     | 9     | 2        | 0        | 0        | 11    | 1     | 1     | 1        | 2     | 0     | 2     | 0     | 0     | 11    | 2        | .145  | .172     | .177     | .349  |
| 1989      | ダイエー  | 87    | 266   | 228   | 16    | 59    | 9        | 1        | 3        | 79    | 25    | 1     | 1        | 13    | 2     | 22    | 0     | 1     | 30    | 7        | .259  | .324     | .346     | .671  |
| 1990      | ダイエー  | 94    | 260   | 224   | 24    | 56    | 9        | 2        | 2        | 75    | 16    | 0     | 2        | 15    | 0     | 20    | 0     | 1     | 28    | 5        | .250  | .314     | .335     | .649  |
| 1991      | ダイエー  | 51    | 130   | 117   | 14    | 22    | 4        | 0        | 4        | 38    | 13    | 1     | 1        | 2     | 0     | 10    | 0     | 1     | 19    | 1        | .188  | .258     | .325     | .583  |
| 1993      | ダイエー  | 11    | 14    | 13    | 0     | 0     | 0        | 0        | 0        | 0     | 1     | 0     | 0        | 1     | 0     | 0     | 0     | 0     | 0     | 0        | .000  | .000     | .000     | .000  |
| 通算：7年 | 通算：7年 | 391   | 952   | 838   | 71    | 197   | 32       | 4        | 11       | 270   | 68    | 3     | 7        | 43    | 3     | 64    | 2     | 4     | 115   | 16       | .235  | .292     | .322     | .614  |

### 年度別守備成績
| 年度 | 試合数 | 企図数 | 許盗塁 | 盗塁刺 | 阻止率 | 失策 |
| ---- | ------ | ------ | ------ | ------ | ------ | ---- |
| 1986 | 29     | 25     | 23     | 2      | .080   | 2    |
| 1987 | 74     | 42     | 33     | 9      | .214   | 2    |
| 1988 | 36     | 20     | 16     | 4      | .200   | 6    |
| 1989 | 86     | 108    | 77     | 31     | .287   | 7    |
| 1990 | 94     | 98     | 81     | 17     | .173   | 4    |
| 1991 | 48     | 37     | 27     | 10     | .270   | 0    |
| 1993 | 11     | 12     | 12     | 0      | .000   | 1    |
| 通算 | 378    | 342    | 269    | 73     | .213   | 2    |

### 記録
- 初出場：1986年4月26日、対阪神タイガース5回戦（阪神甲子園球場）、7回裏に中尾孝義に代わり捕手として出場
- 初打席・初安打：同上、9回表に中西清起から中前安打
- 初先発出場：1986年5月18日、対阪神タイガース9回戦（阪神甲子園球場）、8番・捕手として先発出場
- 初本塁打・初打点：1986年9月24日、対ヤクルトスワローズ24回戦（ナゴヤ球場）、7回裏に阿井英二郎から左越ソロ

### 背番号
- 27 （1986年）
- 14 （1987年）
- 29 （1988年）
- 30 （1989年 - 1993年）
- 101 （1994年 - 2000年）
- 98 （2006年）
- 124 （2007年 - 2010年）
- 210 （2011年 - 2012年）

## 関連情報

### テレビドラマ出演
- ドリーム☆アゲイン（2007年、日本テレビ系）捕手役